# 行星學會
行星學會（英語：The Planetary Society）是一個受到廣泛支持的非政府、非營利大規模機構，主要是進行與天文學相關的研究。成立於1980年，成立者是布鲁斯·穆雷、路易斯·弗里德曼、卡尔·萨根，並有來自125國的成員。學會任務是「透過宣傳、研究和教育鼓勵並投入全世界的公開太空探索」（To inspire and involve the world's public in space exploration through advocacy, projects, and education.）。
行星學會致力於探測火星和太陽系其他天體、尋找近地天體和外星生命。

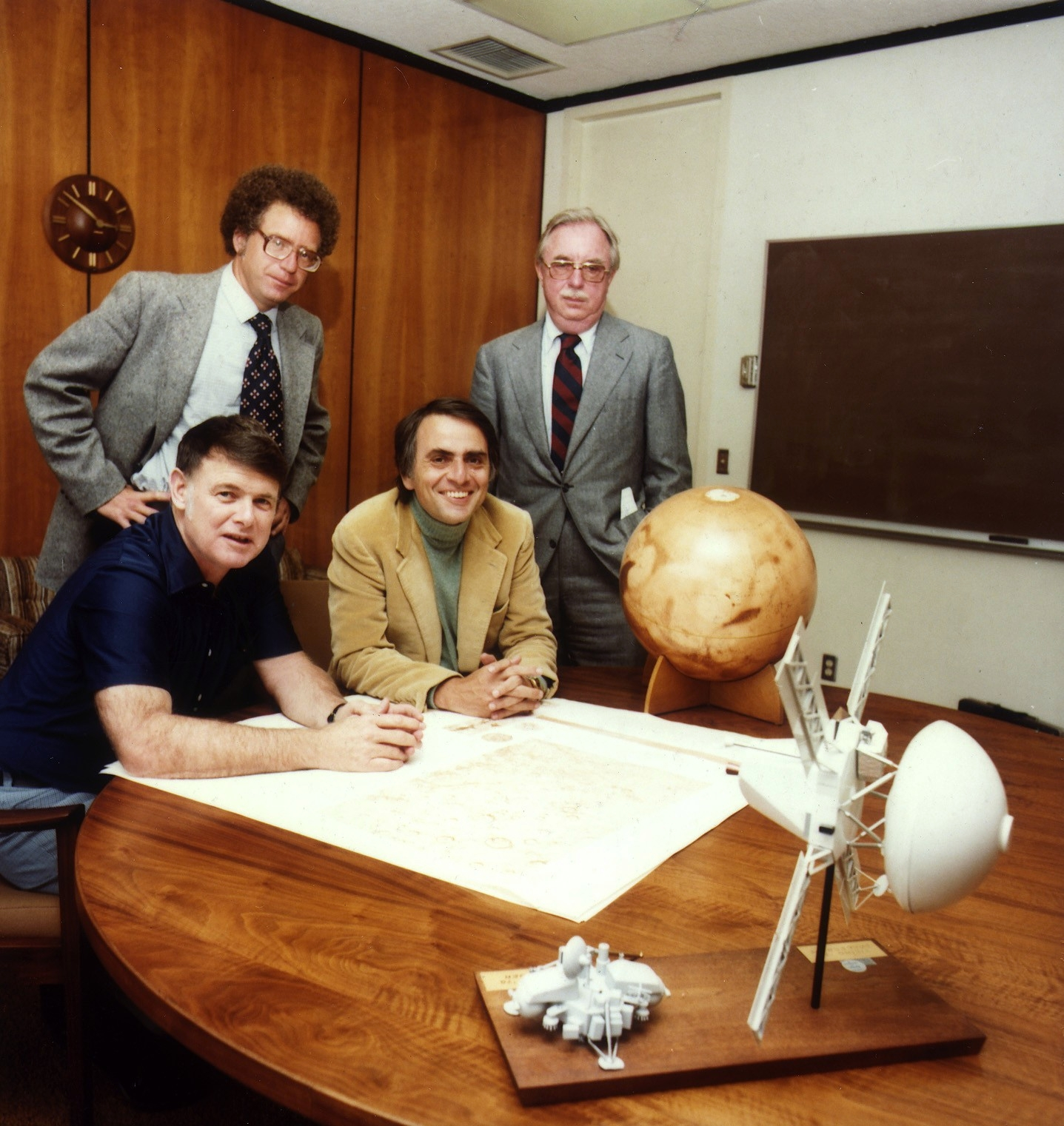
行星學會的四位建立者（黃衣者就是卡爾·薩根）

2005年6月行星學會發射了宇宙1號太空飛行器以測試太陽帆的可行性，但宇宙1號在發射後不久墜毀。該學會正籌措資金研發下一個太陽帆太空飛行器。

## 成員
行星學會目前的理事會成員包含：
- 丹尼爾·格拉西，理事會主席
- 詹姆士·貝爾三世，會長
- 海蒂·哈默爾，副會長
- 比爾·奈，執行理事
- 路易斯·弗里德曼，理事會財務主管
- 斯科特·哈伯特
- 衛斯理·亨特里斯
- 奈爾·德葛拉司·泰森
- 朗·列文
- 亞歷西斯·利瓦諾斯
- 約翰·諾斯頓
- 克里斯多福·馬凱，諮詢委員會主席
- 布鲁斯·穆雷
- 埃隆·穆斯克
- Joseph Ryan
- 斯蒂芬·斯皮尔伯格
- Bijal (Bee) Thakore

知名的行星學會諮詢委員會成員包含：
- 巴兹·奥尔德林
- Richard E. Berendzen
- 雅各·布拉芒
- 雷·布萊伯利
- 大衛·布林
- 張福林
- 法蘭克·德雷克
- 歐文·加里歐特
- 湯瑪斯·大衛·瓊斯
- 強·隆伯格
- 漢斯·馬克
- 勞勃·畢卡度
- 約翰·萊斯-戴維斯
- 金·史丹利·羅賓遜
- 唐娜·雪莉

## 研究計畫
行星學會贊助許多計畫以進行未來的太空探測。學會會員也會以個人名義贊助以下計畫：
- Earthdials
- Mars Stations
- 近地天體研究與相關太空任務
- Planetrek
- 政治活動
- Red Rover Goes to Mars
- Red Rover, Red Rover
- 獎學金
- Search for Extraterrestrial Life
- 宇宙1號上的太陽帆
- 生命星際飛行試驗（Living Interplanetary Flight Experiment）
- SETI@home[7]

## Planetary Report
Planetary Report 是行星學會的主要國際性雜誌，是雙月刊。其中的文章和全彩照片提供地球和其他行星科學上的新發現資訊。
該雜誌總共有來自全球超過 100,000 讀者。雜誌內容有行星任務、行星科學爭論以及太陽系內載人任務最新研究結果。

## Planetary Radio
行星學會的會員每星期會主持一個30 分鐘的廣播節目 （页面存档备份，存于）和podcast。

## 外部連結
- The Planetary Society official site （页面存档备份，存于）（英文）
- The Planetary Society Blog （页面存档备份，存于）（英文）
- MarsDrive Consortium （页面存档备份，存于）（英文）
- Planetary Society Facebook site （页面存档备份，存于）（英文）
- Planetary Society YouTube channel （页面存档备份，存于）（英文）
- Planetary Society Volunteer Network（英文）
- Bruce Betts' Twitter site (Random Space Facts) （页面存档备份，存于）（英文）
- Mat Kaplan's Twitter site (Planetary Radio) （页面存档备份，存于）（英文）
- Emily Lakdawalla's Twitter site (Planetary Society Blog) （页面存档备份，存于）（英文）